# Lanare
Lanare és una concentració de població designada pel cens dels Estats Units a l'estat de Califòrnia. Segons el cens del 2000 tenia 540 habitants.

## Demografia
Segons el cens del 2000, Lanare tenia 540 habitants, 126 habitatges, i 105 famílies. La densitat de població era de 105,3 habitants/km².
Dels 126 habitatges en un 46% hi vivien nens de menys de 18 anys, en un 58,7% hi vivien parelles casades, en un 18,3% dones solteres, i en un 15,9% no eren unitats familiars. En l'11,1% dels habitatges hi vivien persones soles el 5,6% de les quals corresponia a persones de 65 anys o més que vivien soles. El nombre mitjà de persones vivint en cada habitatge era de 4,29 i el nombre mitjà de persones que vivien en cada família era de 4,52.
Per edats la població es repartia de la següent manera: un 33,9% tenia menys de 18 anys, un 13,7% entre 18 i 24, un 26,3% entre 25 i 44, un 16,5% de 45 a 60 i un 9,6% 65 anys o més.
L'edat mitjana aritmètica era de 28 anys. Per cada 100 dones de 18 o més anys hi havia 107,6 homes.
La renda mitjana per habitatge era de 26.375 $ i la renda mitjana per família de 28.056 $. Els homes tenien una renda mitjana de 22.589 $ mentre que les dones 16.250 $. La renda per capita de la població era de 9.336 $. Entorn del 23,1% de les famílies i el 29,1% de la població estaven per davall del llindar de pobresa.

## Poblacions més properes
El següent diagrama mostra les poblacions més properes.